# 俄亥俄鎮區 (堪薩斯州塞奇威克縣)
俄亥俄鎮區（英語：Ohio Township）為美國堪薩斯州塞奇威克縣轄下的鎮區。2010年美国人口普查中此鎮區人口有1,980人。

## 地理
俄亥俄鎮區涵蓋總面積為93.4平方（36.07平方英里），其中陸地面積為93.2平方（35.99平方英里），水域面積為0.21平方（0.08平方英里）或0.22%。海拔高度387（1,270英尺）。

## 人口統計
根據2010年美國人口普查，俄亥俄鎮區人口有1,980人，其中男性有993人，女性有987人，人口密度為每平方公里21.20人，住房計681戶。鎮區內的白人有1,823人，非裔美國人有9人，美洲原住民有31人，亞裔美國人有18人，太平洋島裔美國人有0人，其他種族有51人，混血種族則有48人。此外鎮區內有105人為西班牙裔或拉丁裔美國人。此鎮區之年齡中位數為36.5歲，而男性年齡中位數為37.2歲，女性年齡中位數為35.8歲。